# Клозе, Радо
Радо Роберт Гарсиа Клозе (англ. Rado Robert Garcia Klose, известный в 1960-е годы как Боб Клоуз, англ. Bob Klose, а впоследствии как Радо Клозе; род. 1945, Кембридж) — английский музыкант и фотограф. Получил известность благодаря тому, что с сентября 1964 по июль 1965 года был соло-гитаристом группы, которая впоследствии оформилась как Pink Floyd. Несмотря на то, что он записал лишь несколько песен с этой группой и покинул её до того, как она стала именоваться Pink Floyd, на официальной странице группы в Facebook он получил статус официального бывшего члена.

## Биография
Родился в 1945 году в Кембридже. Его отец был беженцем из нацистской Германии и ветераном гражданской войны в Испании, а его мать была англичанкой. Из-за финансовой ситуации, семья жила в полевой палатке на ферме, где отец Клозе работал в течение нескольких лет до переезда в маленькую деревню в Кембриджшире.
Сменив несколько деревенских школ, Клозе учился в Кембридже, где познакомился с Сидом Барреттом и Роджером Уотерсом. Позже он переехал в Лондон, чтобы изучить архитектуру, а затем науку на Политехническом факультете в Риджент-стрит.

### Музыкальная деятельность в 1960-е годы
Во время учёбы в области архитектуры Клозе стал соло-гитаристом в одной группе с Роджером Уотерсом (гитара), Ричардом Райтом (ритм-гитара), Ником Мейсоном (ударные), Клайвом Меткалфом (бас-гитарой) и Китом Ноубллом и Джульеттой Гейл (вокал). Группа исполняла ритм-энд-блюз под разными именами: «Sigma 6», «The Meggadeaths», «Abdabs» и «The Screaming Abdabs», работая с менеджером Кеном Чапманом, который также написал некоторые ранние материалы для группы.
Ник Мэйсон в своей книге «Вдоль и поперёк: Личная история Pink Floyd» писал:

Следующей по-настоящему существенной переменой в наших судьбах стало появление в сентябре 1964 года Боба Клоуза. Боб, ещё один продукт воспитания Кембриджширской средней школы для мальчиков, приехал в Лондон с Сидом Барреттом и поступил в архитектурный институт на два года позже нас. Бобу удалось сразу же поселиться в Стэнхоуп-Гарденз, поскольку я на лето съехал оттуда и вернулся домой в Хэмпстед. <…> Репутация Боба как гитариста была хорошо известна и во многом заслуженна. Ходить с Бобом в гитарный магазин было сущей радостью, ибо даже самого высокомерного продавца впечатляли джазовые аккорды Микки Бейкера в его исполнении и молниеносная работа пальцев, хотя с нашей точки зрения Боб весьма прискорбно отдавал предпочтение более консервативным полуакустическим гитарам перед «Fender Stratocaster». С Бобом мы чувствовали себя уверенней в музыкальном смысле.
«С включением Боба Клоуза, — вспоминает Уотерс, — мы заполучили кого-то, кто действительно владел инструментом. Именно тогда мы и распределились, кто на чем будет играть. У меня отобрали соло-гитару в пользу ритм-, а потом бас-гитары. Я ужасно боялся, что закончится тем, что меня заставят стать барабанщиком».
Меткалф, Нобл и Гейл покинули группу (хотя Гейл вышла замуж за Ричарда Райта). После этого в группу пришёл Сид Барретт (ритм-гитара и вокал), Роджер Уотерс перешёл на бас и вокал, Ричард Райт на орган и вокал, Ник Мейсон остался за барабанами. Эта обновлённая группа выступала под именами «Tea Set», а затем «The Pink Floyd Sound». Слово «Sound» в конечном итоге было отброшено, а определённый артикль the исчез несколько лет спустя.
По воспоминаниям Ричарда Райта,

В то время как мы были на Поли (Regent Street Polytechnic), у нас были разные люди в группе и вне её, и один особенный, очень хороший гитарист Боб Клозе. Он был действительно гораздо лучшим музыкантом, чем любой из нас. Но я думаю, что у него были проблемы с экзаменом, и он действительно чувствовал, что ему приходится прибегать к работе, тогда как остальные из нас были не такими сознательными. И поэтому он устранился из группы, и мы искали другого гитариста, и мы знали, что Сид приезжает в Лондон из Кембриджа, и поэтому он просто, ну, он просто был кооптирован во всё это.
Оригинальный текст (англ.)While we were at the Poly (Regent Street Polytechnic) we had various people in and out of the band and one particular, very good guitar player Bob Klose. He was really a far better musician than any of the rest of us. But I think he had some exam problems and really felt that he had to apply himself to work, whereas the rest of us were not that conscientious. And so he was sort of out of the band and we were looking for another guitar player and we knew that Syd was coming up to London from Cambridge and so he just, well he was just co-opted into the whole thing.

Клозе больше уделял времени учёбе, чем группе, и больше интересовался джазом и блюзом, чем психоделией и поп-музыкой, поэтому он покинул группу примерно в июле 1965 года. Барретт взял на себя партию ведущей гитары, вокала и роль основного сочинителя песен.
Клозе в конце 1960-х годов отказался от продолжения прежних занятий и полностью посвятил себя фотографии.

### Позднейшая активность
Клозе подтвердил в документальном фильме BBC Джона Эдгинтона «The Pink Floyd and Syd Barrett Story» (2001), что его гитару можно услышать на невыпущенном раннем ацетатном сингле «Lucy Leave»/«I’m a King Bee». В документальном фильме он также рассказал о Сиде Барретте: «Если бы ты сказал молодому Сиду: „ Послушай, это сделка в твоей жизни, знаешь, ты будешь делать невероятные вещи, но это будет не навсегда, а на короткий период, Есть пунктирная линия, ты подпишешься на это? Я подозреваю, что, может быть, многие люди подписались бы на это, чтобы оставить свой след“». Две песни были в конечном итоге выпущены на сборнике 1965: Their First Recordings, где он был отмечен как Радо Клозе.
В 2006 году Клозе написал сопроводительный очерк для книги ранее не публиковавшиеся акварельных картин Роуленда Хильдера под названием Rowland Hilder’s British Isles.
Клозе в качестве приглашённого музыканта участвовал в записи альбома Дэвида Гилмора On an Island, вышедшего в 2006 году, где был обозначен как Rado Klose, а не Bob Klose, как был известен ранее. В том же году он появился на альбоме Пола «Мадда» Мёрфи Claremont 56, и альбоме Чико Хамильтона Juniflip, на котором он также обозначен как соавтор песни «Kerry’s Caravan». На двух последних альбомах он обозначен как Bob Klose.